# Gerhard Knaak
Gerhard Knaak (* 19. Juni 1906 in Königsberg; † 4. September 1944 in Berlin-Plötzensee) war ein deutscher Berufsoffizier und Widerstandskämpfer des 20. Juli 1944.

## Leben
Gerhard Knaak war als Major Kommandeur eines Pionier-Bataillons, das an der Ostfront in Russland zum Einsatz kam. Im November 1943 erklärte er seine Bereitschaft, Sprengstoff für einen Anschlag zu organisieren. Allerdings wurde später englischer Sprengstoff, der geeigneter erschien, von Wessel Freytag von Loringhoven besorgt und verwendet.
Knaak wurde nach dem gescheiterten Attentat auf Adolf Hitler vom 20. Juli 1944 verhaftet. Am 4. September 1944 wurde er vom Volksgerichtshof unter dessen Präsidenten Roland Freisler zum Tod verurteilt und noch am selben Tag in Plötzensee erhängt.